# Barolong
Barolong é um subdistrito de Botswana localizado no Distrito do Sul. Contando com 49 vilas, das quais Mmathethe e Good Hope são as maiores, possuía uma população de 54 831 habitantes em 2011.